# Wydad Casablanca
Wydad Athletic Club, oft unter der Abkürzung WAC bekannt (arabisch نادي الوداد الرياضي, DMG Nādī l-Widād ar-riyāḍī), ist ein marokkanischer Sportverein in Casablanca. Er ist vor allem für seine Fußballmannschaft bekannt, die in der Botola spielt.

## Geschichte
Der Verein wurde am 8. Mai 1937 als Schwimmverein gegründet. Ein Jahr später wurde das Angebot um Tennis erweitert, 1939 wurde die Fußballabteilung geschaffen.
Über den Hintergrund des Namens Wydad gibt es mehrere Versionen. Die meistverbreitete Version geht von der Bedeutung des Wortes im arabischen aus: Dort heißt Wydad ‚Liebe‘. In einer Chronik über den Verein wird von einer Anekdote erzählt: Bei einer der Sitzungen des Gründungskomitees sei eines der Mitglieder zu spät erschienen, da er vorher im Kino einen Film der ägyptischen Sängerin und Schauspielerin Umm Kulthum mit dem Titel Wydad gesehen hatte. Dies soll den Gründern die Idee zur Namensgebung gegeben haben.

## Erfolge

### National
- Botola (22): 1947/48, 1948/49, 1949/50, 1950/51, 1954/55, 1956/57, 1965/66, 1968/69, 1975/76, 1976/77, 1977/78, 1985/86, 1989/90, 1990/91, 1992/93, 2005/06, 2009/10, 2014/15, 2016/17, 2018/19, 2020/21, 2021/22

- Coupe du Trône (9): 1969/70, 1977/78, 1978/79, 1980/81, 1988/89, 1993/94, 1996/97, 1997/98, 2000/01

- Marokkanischer Liga D1 (1)

### International
- CAF Champions League: 1992, 2017, 2021/22
- African Cup Winners’ Cup: 2002
- CAF Super Cup: 2018
- Afro-Asien-Pokal: 1993
- Arab World Club Cup: 1989
- Arabischer Super Cup: 1992
- Nordafrikanischer Fußballmeister: 1948, 1949, 1950
- Nordafrikanischer Fußballpokal: 1949
- Nordafrikanischer Super Cup: 1948, 1949, 1950
- Mohamed-V International Cup: 1979

## Fans

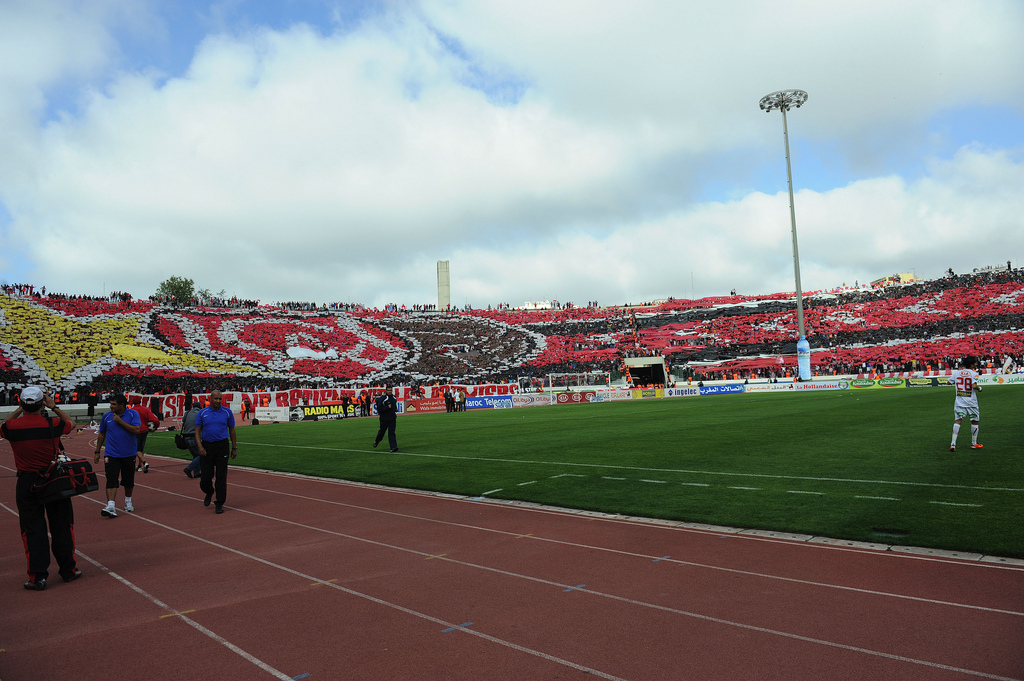
Choreografie im Derby gegen Raja Casablanca

### Ultras Winners 2005
Wydad Casablanca genießt die Unterstützung der Ultragruppe Winners 2005, die für ihre beeindruckenden Choreografien und Gesänge bekannt sind. Ihre Präsenz bei Spielen trägt stark zur dynamischen Stadionatmosphäre bei.

### Nationale Rivalitäten
Wydad Casablanca hat zwei langjährige Rivalitäten. Das Casablanca-Derby gegen Raja und der marokkanische Klassiker gegen den Hauptstadtverein AS FAR. Diese Teams sind nie abgestiegen und haben in jeder Saison gegeneinander gespielt.
Das Derby, welches 1957 erstmals ausgetragen wurde und mit einem Sieg von Raja (1-0) endete, ist nicht nur ein sportliches Ereignis, sondern auch ein wichtiger Teil der sozialen und kulturellen Identität in Casablanca.
Nach der Unabhängigkeit Marokkos entbrannte zwischen FAR Rabat und Wydad eine intensive Rivalität, die sich in zahlreichen Titelkämpfen manifestierte. Diese fortwährenden Duelle um die Vorherrschaft im nationalen Fußball sind ein zentraler Grund für ihre tief verwurzelte Rivalität. Hinzu kommt die historische Konkurrenz zwischen Casablanca und Rabat, den beiden größten Städten des Landes.

### Fanfreundschaft mit Club Africain
Wydad Casablanca und Club Africain, ein prominenter Verein aus Tunesien, teilen eine besondere Fanfreundschaft, welche lange zurück in die Zeit des französischen Protektorats in beiden Ländern zurückreicht. Beide Klubs wurden von Nationalisten geführt, die sich für die Unabhängigkeit ihrer Länder einsetzten. Als Wydad im Rahmen der nordafrikanischen Fußballmeisterschaft nach Tunesien reiste, wurde der Vorstand unter der Führung von Mohamed Benjelloun Touimi von einer Delegation des tunesischen Klubpräsidenten Mohammad Assmi begrüßt und empfangen. Es existiert auch ein altes Dokument aus dem Jahr 1948, in dem Club Africain Wydad Casablanca für ein Fahrradturnier Glück wünscht. Diese historischen Ereignisse zeugen von dieser langjährigen Beziehung.
Die Freundschaft zwischen Wydad Casablanca und Club Africain wird von den Fans beider Vereine gelebt, besonders von den Ultragruppen African Winners 95 und Winners 2005, die als treibende Kraft hinter vielen gemeinsamen Aktionen stehen. Diese Verbindung wird durch gegenseitige Unterstützung und Solidarität in guten wie in schlechten Zeiten gekennzeichnet.
Im Jahr 2019 zeigten die Fans von Wydad Casablanca ihre Unterstützung für Club Africain während einer finanziellen Krise des tunesischen Vereins. Ein Spruchband in der Fankurve von Wydad brachte die Solidarität mit den Fans von Club Africain zum Ausdruck und unterstrich die tiefe Verbundenheit zwischen den Fangemeinden. Die Fans von Club Africain revanchierten sich im Jahr 2022, als sie beim Tunis Derby gegen Espérance Tunis ein Spruchband enthüllten, auf dem sie Wydad Casablanca zum 85. Jubiläum des Vereins gratulierten.
Die Tradition des Austauschs von Spruchbändern ist ein wiederkehrendes Element der Fanfreundschaft zwischen den beiden Vereinen. Ein weiteres denkwürdiges Ereignis war das Finale des CAF Confederation Cup 2011, bei dem die Fans von Club Africain ihre Solidarität mit den verhafteten Mitgliedern der Wydad-Ultras Winners 05 zeigten. Sie forderten lautstark deren Freilassung.

## Spieler
- Ben Mohammed Abdesselem
- Tiago Fernandes Cavalcanti
- Ayoub El Kaabi
- Badr El-Kaddouri
- Jean-Jacques Gosso
- Gil Mărdărescu
- Noureddine Naybet
- Badou Zaki (Afrikas Fußballer des Jahres 1986)
- Nadir Lamyaghri
- Ahmed Reda Tagnaouti